# Choreutis turilega
Choreutis turilega là một loài bướm đêm thuộc họ Choreutidae. Loài này có ở Mauritius.